# Branchinecta lynchi
Branchinecta lynchi е вид хрилоного от семейство Branchinectidae. Видът е уязвим и сериозно застрашен от изчезване.

## Разпространение
Разпространен е в САЩ.